# Робот-учёный
Робот-учёный (англ. Robot Scientist) — междисциплинарный научный проект университета Аберистуита по созданию робота-учёного. Первого робота-учёного в рамках проекта начали разрабатывать в 1999 году. На декабрь 2010 года в рамках проекта было разработано два робота: Адам и Ева. В 2009 году Адамом было совершено первое научное открытие — робот нашёл кодирующие гены для ферментов сирот S. cerevisiae пекарских дрожжей Saccharomyces cerevisiae. Робот, на основании начальных данных выдвинул гипотезы, провёл эксперименты и вывел вероятность соответствия гипотез действительности. По результатам работы Адама в апреле 2009 года в журнале Science была опубликована статья «The Automation of Science». По планам учёных Адам вместе со вторым роботом Евой помогут в поиске лекарства от малярии и шистосомоза. На данном этапе роботы выполняют работу скорее младшего ассистента, чем учёного, но Адам способен выполнять до 1000 экспериментов в день и с гораздо меньшим числом ошибок.

## Предпосылки
Потребность в роботах-учёных была спрогнозирована заранее, например, Станислав Лем в своей книге «Сумма технологии» пишет: «Количество учёных растёт экспоненциально. ... Таким образом, если нынешний темп научного роста сохранится,  то через какие-нибудь 50 лет (книга написана в 1963 году) каждый житель Земли будет учёным». Создание «армии искусственных учёных» Лем видит как одно из очевидных, но временных решений.
Джанет Аллен, директор по исследованиям Совета по Исследованиям в Области Биотехнологии и Биологических Наук (англ. Biotechnology and Biological Sciences Research Council, BBSRC) считает, что использование роботов в лабораториях позволило создавать огромные тяжёлые для интерпретации массивы данных, а с появлением Адама стало возможным объединить экспериментальную часть науки с вычислительной — превратить исходные данные в научные знания.

## Именование
Первого робота-учёного было решено назвать Адамом по нескольким причинам:
- Адам — это акроним от A Discovery Machine.
- В честь английского экономиста Адама Смита, разработчика теории разделения труда и, следовательно, по мнению создателей робота, автоматизации.
- В честь библейского Адама ставшего, по мнению создателей робота, первым учёным.